# Oskar Wintersteiner
Oskar Paul Wintersteiner (* 15. November 1898 in Bruck an der Mur; † 15. August 1971 in Graz) war ein österreichisch-amerikanischer Chemiker und Biologe. Er ist heute vor allem dafür bekannt, dass er 1928 nachwies, dass Insulin ein Protein ist.

## Leben und Werk
Wintersteiner studierte an der Universität Graz, an der er 1922 bei Fritz Pregl an der Universität Graz mit einer Dissertation über Mikrochemie promovierte. Er unterrichtete dort bis 1926, bevor er zu John J. Abel an die Johns Hopkins University in Baltimore wechselte. Dort gelang ihm, zusammen mit seinem Laborkollegen Vincent du Vigneaud, der Nachweis, dass das menschliche Hormon Insulin lediglich aus zwei Aminosäureketten besteht.
Danach arbeitete Wintersteiner für das Rockefeller Institute in New York (bei P. A. Levene) und wurde 1929 als Assistenzprofessor für Chemie an die Columbia University berufen. Ab 1940 war er Associate Professor. 1934 gelang ihm mit Willard Myron Allen die Isolation von Progesteron (gleichzeitig mit anderen Gruppen). 1941 wechselte er ans Squibb Institute for Medical Research, wo er sich während des Zweiten Weltkrieges mit mehreren Projekten der Rüstungsproduktion beschäftigte. Dort reinigte er auch Penicillin mit Hilfe der Mikroanalyse auf und konnte so als Erster zeigen, dass es Schwefel enthält. Das war wesentlich für die spätere Synthese. 1948 erhielt er dafür das Presidential Certificate of Merit. Er blieb bis zu seinem Ruhestand am Squibb Institute, wo er Forschungsdirektor für organische und biologische Chemie war.
Wintersteiner erhielt für sein Werk zahlreiche Auszeichnungen und wurde 1950 in die US-amerikanische National Academy of Sciences gewählt.

## Schriften (Auswahl)
- Oskar Wintersteiner, Hans Jensen: Darstellung und Eigenschaften des kristallisierten Insulins. In: Emil Abderhalden (Hrsg.): Handbuch der biologischen Arbeitsmethoden. Abt. V: Methoden zum Studium der Funktion der einzelnen Organe des tierischen Organismus. Teil 3, B: Inkretionsorgane, Hormone, Vitamine, Auxine. Urban & Schwarzenberg, Berlin 1938, 2. Hälfte, S. 901–928.